# Корнев, Иван Ильич
Иван Ильич Корнев (1901—1945) — ефрейтор Рабоче-крестьянской Красной Армии, участник Великой Отечественной войны, Герой Советского Союза (1945).

## Биография
Иван Корнев родился в 1900 году в селе Малая Владимировка (ныне — Бескарагайский район Восточно-Казахстанской области Казахстана). После окончания начальной школы руководил колхозом. В 1941 году Корнев был призван на службу в Рабоче-крестьянскую Красную Армию. С того же года — на фронтах Великой Отечественной войны.
К январю 1945 года ефрейтор Иван Корнев был стрелком 781-го стрелкового полка 124-й стрелковой дивизии 39-й армии 3-го Белорусского фронта. Отличился во время боёв в Восточной Пруссии. 15 января 1945 года Корнев заменил собой выбывшего из строя командира роты, повёл в атаку бойцов и в числе первых ворвался в посёлок Пилькаллен (ныне — Добровольск Краснознаменского района Калининградской области). В том бою Корнев погиб. Похоронен в Добровольске.
Указом Президиума Верховного Совета СССР от 19 апреля 1945 года ефрейтор Иван Корнев посмертно был удостоен высокого звания Героя Советского Союза. Был также награждён орденами Ленина, Отечественной войны 2-й степени, Красной Звезды и рядом медалей.
В честь Корнева названа школа и установлен памятник в Малой Владимировке.